# José María Montesinos Amilibia
José María Montesinos Amilibia  (San Sebastián, 1944). Matemático español. Catedrático de Geometría y Topología de la Universidad Complutense de Madrid y miembro de la Real Academia de Ciencias Exactas, Físicas y Naturales.
Doctor en Ciencias Matemáticas  (1971)  por la Universidad Complutense  con la tesis   "Sobre la Conjetura de Poincaré  y los recubridores ramificados sobre un nudo". dirigida por Francisco Botella Raduán.
En 1981 Catedrático de «Topología» de la Facultad de Ciencias de la Universidad Autónoma de Madrid. y en 1986 por la Universidad Complutense de Madrid.
Ha trabajado en teoría de nudos como método para entender la topología de variedades tridimensionales, en particular las cubiertas ramificadas, en donde tiene varias aportaciones interesantes. 